# Mistrzostwa Świata w Szermierce 2017
Mistrzostwa Świata w Szermierce odbyły się w dniach 19–26 lipca 2017 roku w Lipsku (Niemcy). W programie znalazło się dwanaście konkurencji, po sześć dla kobiet i mężczyzn. Zawody rozgrywano w hali sportowej Arena Lipsk. W klasyfikacji medalowej triumfowali reprezentanci Włoch, zdobywając cztery złote, jeden srebrny i cztery brązowe medale.

## Klasyfikacja medalowa
| Lp. | Państwo                      | złoto | srebro | brąz | Razem |
| --- | ---------------------------- | ----- | ------ | ---- | ----- |
| 1   | Włochy                       | 4     | 1      | 4    | 9     |
| 2   | Rosja                        | 3     | –      | 3    | 6     |
| 3   | Korea Południowa             | 1     | 2      | –    | 3     |
| 4   | Estonia · Węgry              | 1     | 1      | 1    | 3     |
| 6   | Francja                      | 1     | –      | 5    | 6     |
| 7   | Ukraina                      | 1     | –      | 1    | 2     |
| 8   | Stany Zjednoczone            | –     | 2      | –    | 2     |
| 9   | Japonia · Polska             | –     | 1      | 1    | 2     |
| 11  | Chiny · Tunezja · Szwajcaria | –     | 1      | –    | 1     |
| 14  | Niemcy                       | –     | –      | 1    | 1     |

## Medaliści

### Mężczyźni
| Złoto                                                                        | Srebro                                                                                          | Brąz                                                                      |
| Floret                                                                       |                                                                                                 |                                                                           |
| Dmitrij Żeriebczenko                                                         | Toshiya Saitō                                                                                   | Daniele Garozzo Takahiro Shikine                                          |
| Włochy · Giorgio Avola · Andrea Cassarà · Alessio Foconi · Daniele Garozzo   | Stany Zjednoczone · Miles Chamley-Watson · Race Imboden · Alexander Massialas · Gerek Meinhardt | Francja · Jérémy Cadot · Enzo Lefort · Erwann Le Péchoux · Julien Mertine |
| Szpada                                                                       |                                                                                                 |                                                                           |
| Paolo Pizzo                                                                  | Nikolai Novosjolov                                                                              | András Rédli Richard Schmidt                                              |
| Francja · Yannick Borel · Ronan Gustin · Daniel Jérent · Jean-Michel Lucenay | Szwajcaria · Max Heinzer · Georg Kuhn · Michele Niggeler · Benjamin Steffen                     | Rosja · Nikita Głazkow · Anton Glebko · Siergiej Chodos · Pawieł Suchow   |
| Szabla                                                                       |                                                                                                 |                                                                           |
| András Szatmári                                                              | Gu Bon-gil                                                                                      | Vincent Anstett Kamil Ibragimow                                           |
| Korea Południowa · Gu Bon-gil · Kim Jun-ho · Kim Jung-hwan · Oh Sang-uk      | Węgry · Tamás Decsi · Csanád Gémesi · András Szatmári · Áron Szilágyi                           | Włochy · Enrico Berrè · Dario Cavaliere · Luca Curatoli · Luigi Samele    |

### Kobiety
| Złoto                                                                        | Srebro                                                                       | Brąz                                                                                        |
| Floret                                                                       |                                                                              |                                                                                             |
| Inna Dierigłazowa                                                            | Alice Volpi                                                                  | Ysaora Thibus Arianna Errigo                                                                |
| Włochy · Martina Batini · Arianna Errigo · Camilla Mancini · Alice Volpi     | Stany Zjednoczone · Lee Kiefer · Margaret Lu · Nzingha Prescod · Nicole Ross | Rosja · Inna Dierigłazowa · Anastasija Iwanowa · Swietłana Tripapina · Adielina Zagidullina |
| Szpada                                                                       |                                                                              |                                                                                             |
| Tatjana Gudkowa                                                              | Ewa Nelip                                                                    | Julia Beljajeva Ołena Krywyćka                                                              |
| Estonia · Julia Beljajeva · Irina Embrich · Erika Kirpu · Kristina Kuusk     | Chiny · Sun Yiwen · Sun Yujie · Xu Chengzi · Zhu Mingye                      | Polska · Renata Knapik-Miazga · Ewa Nelip · Magdalena Piekarska · Barbara Rutz              |
| Szabla                                                                       |                                                                              |                                                                                             |
| Olha Charłan                                                                 | Azza Besbes                                                                  | Cécilia Berder Irene Vecchi                                                                 |
| Włochy · Martina Criscio · Rossella Gregorio · Loreta Gulotta · Irene Vecchi | Korea Południowa · Hwang Seon-a · Kim Ji-yeon · Seo Ji-yeon · Yoon Ji-su     | Francja · Cécilia Berder · Manon Brunet · Charlotte Lembach · Caroline Queroli              |